# Горан Друлић
Горан Друлић (Неготин, 17. април 1977) је бивши српски фудбалер. Играо је на позицији нападача.

## Клупска каријера
Прве фудбалске кораке направио је у Дунаву из Прахова и Хајдук Вељку, а затим је бриљирао у омладинском погону Црвене звезде, где је играо од 1992. до 1995. године. У једној сезони постигао је чак 51 гол.
У првом тиму је Звезде је заиграо у сезони 1995/96. Забележио је четири утакмице у шампионату и постигао гол у победи против Младости из Лучана (2:0). Након тога одлази на позајмице. Био је у Железнику, Вождовцу, па је током првог дела сезоне 1996/97. наступао за Раднички из Крагујевца, а за други део ове сезоне одлази у Барселону Б. У Звезду се вратио у сезони 1997/98. Постигао је гол у реваншу 1. кола Купа победника купова у кишној ноћи против белгијског Жерминал Екерена (1:1), када је Томаш Радзински голом елиминисао црвено-беле. Друлић је те сезоне у шампионату одиграо само пет мечева уз један постигнут гол, и то победоносни против Железника (2:1).
Коначно је добио праву шансу у сезони 1998/99. и наметнуо се у нападу најтрофејнијег српског клуба као први шпиц Звезде. Постигао је гол против француског Меца (2:1) у првом мечу првог кола Купа УЕФА, док је у шампионату седам пута матирао противничке чуваре мреже, а посебно је био ефикасан у освајању Купа, када је на пет утакмица постигао шест голова, од чега четири у шеснаестини финала против подгоричке Младости (10:1). Тешка повреда је прекинула успон Друлине каријере после самог почетка сезоне 1999/00. На терен се вратио тек у финишу шампионата и допринео освајању дупле круне.
Убедљиво најбољу сезону у каријери имао је 2000/01, када је на 48 мечева у свим такмичењима постигао чак 27 голова и био први стрелац клуба. У шампионату се 16 пута уписао у стрелце, два пута у Купу и чак девет пута у европским такмичењима (три у квалификацијама за Лигу шампиона и шест у Купу УЕФА). Постао је љубимац навијача, а посебно се истакао у мечевима против Лестер ситија и Селте из Вига. Против енглеског клуба је у реваншу првог кола Купа УЕФА у Бечу два пута био стрелац у победи од 3:1, док је у у другом колу против Селте донео минималну победу екипи (1:0) после асистенције Горана Буњевчевића, да би у реваншу у Шпанији постигао три поготка у поразу од 3:5, али је тај меч касније регистрован 3:0 у корист Селте, због пропуста Звездине администрације, која није обратила пажњу да Ненад Лалатовић и Стево Глоговац нису имали право играња због жутих картона. Друлић се на крају те сезоне титулом опростио од Звездиног дреса и за велики новац (12,8 милиона евра) прешао у шпанску Сарагосу.
Тај трансфер је касније био под лупом српског правосуђа, због чега су процесуирани Драган Џајић, Владимир Цветковић и Миша Маринковић, али је Друлић као и остали играчи на суђењу изјавио да га оптужени нису оштетили. У Сарагоси је имао великих проблема са честим повредама. Од 2001. до 2005. године је за овај клуб одиграо само 39 утакмица уз три поготка.
Играо је још и за белгијски Локерен 2005. године, грчки ОФИ са Крита од 2006. до 2008. године, где је у сезони 2006/07. подсетио на дане када је тресао мреже у Звездином дресу. У тој сезони је на 24 утакмице постигао 12 голова. Касније је играо и за Кавалу, а носио је и дресове шпанских нижелигаша Ла Муеле (2009/10), Андоре (2010/11) и Серињене, где је током 2012. године био играч-тренер у трећој шпанској лиги.

## Репрезентација
Дебитовао је за репрезентацију 15. новембра 2000. године у пријатељској утакмици против Румуније. Сакупио је укупно четири наступа за репрезентацију СР Југославије, два у пријатељским утакмицама и два у квалификацијама за Светско првенство.

## Трофеји

### Црвена звезда
- Првенство СР Југославије (2) : 1999/00, 2000/01.
- Куп СР Југославије (2) : 1998/99, 1999/00.

### Сарагоса
- Куп Шпаније (1): 2003/04.
- Суперкуп Шпаније (1): 2004.